# Modernisation de l'action publique
La modernisation de l'action publique (MAP) est un thème central concernant la réforme de l'État en France.
Depuis l'élection de François Hollande à la présidence de la République, cette notion tend à succéder à celle dénommée « Révision générale des politiques publiques » (RGPP), politique menée de 2007 à 2012 sous la présidence de Nicolas Sarkozy et consistant en une analyse des missions et actions de l’État, suivie de la mise en œuvre de scénarios de réformes structurelles.
La modernisation de l'action publique, comme la RGPP, a pour but, à moyen terme, la réforme de l'État, la baisse des dépenses publiques et/ou l’amélioration des politiques publiques.
Cette action est menée dans le cadre de deux structures publiques créées en 2011-2012 :
- la Direction interministérielle pour la modernisation de l'action publique ;
- le Secrétariat général pour la modernisation de l'action publique.